# Голник
Голник (словен. Golnik) је насељено место у општини Крањ, Горењска регија, Словенија.

## Историја
До територијалне реорганизације у Словенији био је у саставу старе општине Крањ.
Због повољних климатских услова у Голнику од 1921. године постоји, један од познатијих европских бања за плућне болести — Универзитетски Институт за плућне болести и туберкулозу „Голник”. Данас се поред плућа овде лече болесници од срца и алергијских болести.

## Становништво
У попису становништва из 2011. године, Голним је имао 1.063 становника
| Број становника према пописима | Број становника према пописима | Број становника према пописима |
| ------------------------------ | ------------------------------ | ------------------------------ |
| 1991                           | 2002                           | 2011                           |
| 1.015                          | 1.026                          | 1.063                          |